# Discestra intermissa
Discestra intermissa är en fjärilsart som beskrevs av Walker 1857. Discestra intermissa ingår i släktet Discestra och familjen nattflyn. Inga underarter finns listade i Catalogue of Life.